# Вулиця Лемика
Вулиця Лемика — вулиця у Галицькому районі міста Львова, в місцевості Снопків. Починається від вулиці вулиці Мушака та закінчується глухим кутом.

## Історія та назва
Вулиця утворилася у 1885 році, як частина вулиці Дверницького, названої так на честь  польського військовика, генерала, кавалерійського командира під час польського повстання 1831 року Юзефа Дверницького. Назва змінювалась неодноразово: Бад Ґассе — від січня 1941, повторно Дверницького від серпня 1941, Бадгассе — 1943, втретє Дверницького — липень 1944, Інститутська — 1946, 30-річчя Перемоги — 1975. Сучасна назва, на честь українського політичного діяча, члена ОУН, виконавця атентату проти Олексія Майлова 1933 року Миколи Лемика, походить з 1993 року.

## Забудова
В архітектурному ансамблі вулиці Лемика переважають архітектурні стилі — віденська сецесія, радянський конструктивізм 1960—1990-х років. Декілька будинків внесено до Реєстру пам'яток архітектури місцевого значення.
№ 24 — вілла.  Будинок внесений до Реєстру пам'яток архітектури місцевого значення під охоронним № 1007-м.
№ 32 — житловий будинок. Будинок внесений до Реєстру пам'яток архітектури місцевого значення під охоронним № 1358-м.
№ 34 — двоповерхова вілла, споруджена архітектором Іваном Долинським у 1899 році у стилі пітореск для проживання своєї сім'ї та для розташування офісу, а також для здачі помешкань орендарям. Вирізняється високою вежею і унікальними елементами конструкції та декору ,а також живописними панно під карнизом вежі. 1930 року власником будинку проведено ремонтні роботи системи каналізації та підлоги. Нині виконує функцію багатоквартирного житлового будинку. 24 липня 1986 року будинок внесений до Реєстру пам'яток архітектури місцевого значення під охоронним № 764-м.